# Murder party (gioco)

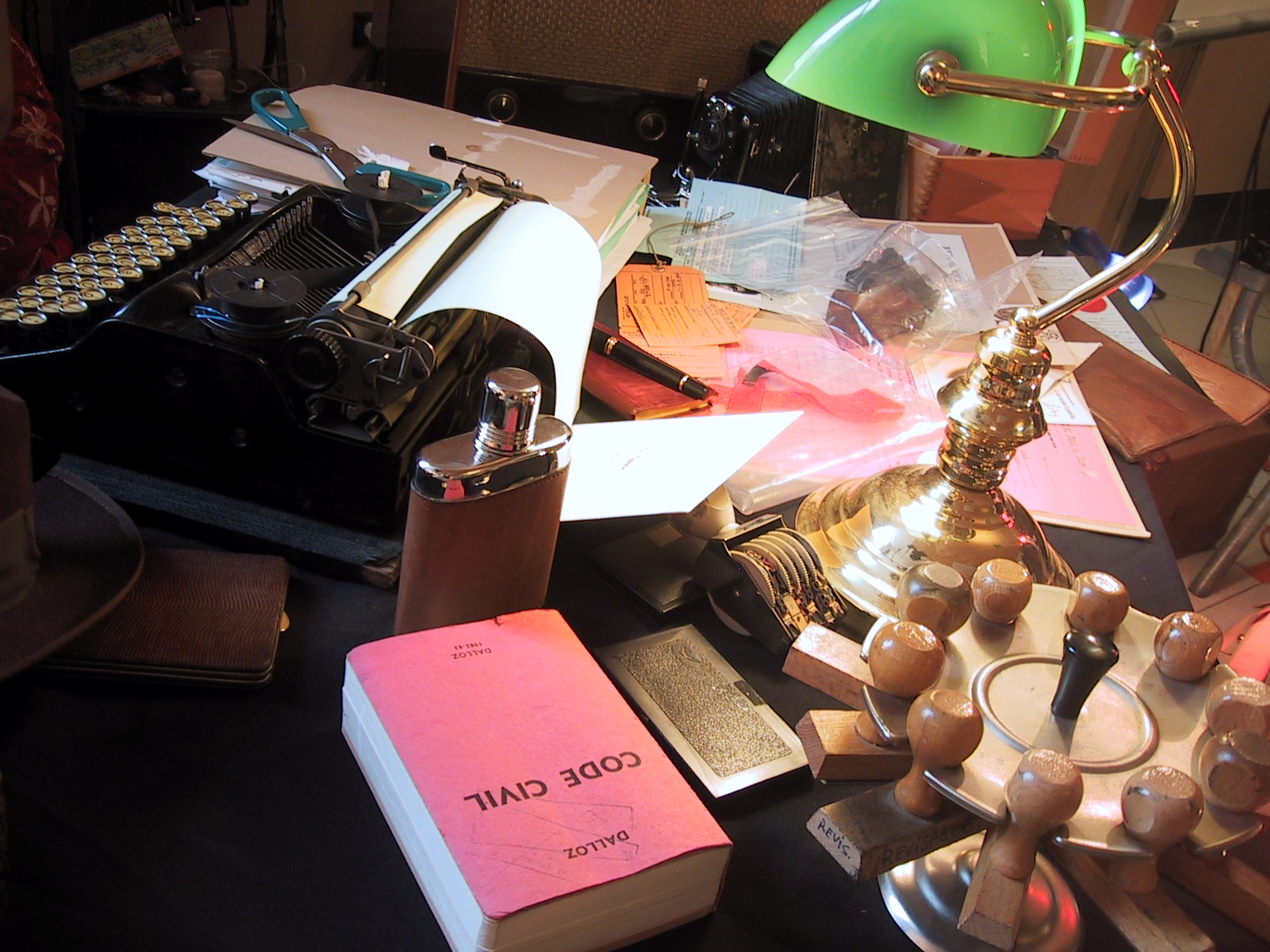
Scrivania di un detective privato, ambientazione d'ispirazione per molte cene con delitto

La cena con delitto (murder party in inglese) nella sua forma ludica è un gioco di ruolo di argomento giallo, stile investigativo.
I partecipanti, sempre sotto la guida di un regista, interpretano una vicenda poliziesca. Uno di loro è colpevole di un reato (ma il suo ruolo è ignoto a tutti gli altri e lui dovrà cercare di mantenerlo tale) e gli altri dovranno capire, nell'ambito dello svolgimento del gioco ed in base agli elementi in loro possesso dall'inizio o nel prosieguo del gioco, chi questi sia.
Il gioco richiede l'esistenza di un copione strutturato (noto integralmente al solo regista), una discreta abilità interpretativa di tutti i partecipanti e la reciproca interattività.
Il murder party nasce nei primi decenni del XX secolo nei paesi anglosassoni, ma si espande gradualmente in varie parti del mondo, privilegiando sempre i paesi a lingua inglese. Anche in Italia esistono organizzazioni che se ne occupano a livello hobbystico e/o professionale.
Negli ultimi anni (dal 1980 circa) il murder party ha sviluppato anche una valenza di intrattenimento-spettacolo e così infatti viene molte volte oggi presentato. Semplicemente aggiungendo ai normali ingredienti (trama e pubblico giocante) attori e registi professionisti, scene e/o luoghi particolari, oggetti di scena, etc., naturalmente sempre nell'estrema interattività dei partecipanti.
Con gli anni novanta nascono quindi le "cene con delitto" (versione breve svolta prevalentemente durante una cena a più tavoli e convitati), i "weekend con delitto" (versione più ampia temporalmente, scenicamente, nonché come complessità che normalmente richiede due giorni consecutivi), i "murder party teatrali". Essenzialmente tutti spettacoli/intrattenimento ove in periodi più o meno lunghi (dalle tre ore alle quarantotto) e con pubblici variabili come numero (dalle venti alle centoventi-centocinquanta persone) si vivono eventi dinamici e criminosi, che portano il pubblico ad essere esposto e coinvolto in prima persona agli eventi. Si è in equilibrio tra teatro, gioco e giallo deduttivo.
Il successo di tali eventi porta ad un'ultima attuale (1999) applicazione dei murder party: il training scolastico o aziendale. Nel training aziendale la cena con delitto è ispirazione e argomento, ma sono coinvolte anche altre professionalità oltre agli attori, quali psicologi, etc. Sono oramai molte comunque le aziende che promuovono per il loro personale addestramenti del genere sia negli USA (più innovativi in questi argomenti) sia in Italia. Le finalità sono quelle del team building e del problem solving.